# Талия (певица)
Вижте пояснителната страница за други личности с името Талия.
Ариадна Талия Соди Миранда (на испански: Ariadna Thalía Sodi Miranda), известна като Талия, е мексиканска певица, актриса, бизнес дама, писателка и радиоводеща.
Считана е за една от най-известните певици на латино музика. Нейният глас е мецосопран. Носителка е на едни от най-престижните награди за латино, като Latin GRAMMY, Billboard и Premio Lo Nuestro. Продала е над 40 милиона албума по цял свят.

## Биография
През 1981 година, като дете, Талия започва своята кариера с народната група Din Din. През 1986 година заема мястото на една от вокалистките – Sasha Sokol, в най-популярната мексиканска поп група „Timbiriche“ и с това се повдига интересът към групата. Година по-късно участва в Мексиканската теленовела Quinceanera, след което заминава за Лос Анджелис (Калифорния), за да се подготви за соло кариера.
През 1990 година издава първия си албум – „Thalia“, който постига златен статус на следващата година. През 1991 година Талиа заминава за Испания, където участва в телевизионни програми, сред които най-известната е VIP de Noche. Същевременно пуска вторият си албум – „Mundo De Cristal“, който също става златен. Той е повлиян от живота ѝ в Испания и неслучайно там са поместени песните „Madrid“ и „Jolie Madam“ (на френски език). През 1992 година нейният трети албум „Love“ достига платинен статус. Тази година е и добро начало за актьорската ѝ кариера в Мексико. Участва в теленовелата на Телевиса „Мария Мерседес“, последвана от „Маримар“, „Мария от квартала“, а по-късно – и „Росалинда“. Тези теленовели постигат огромен успех не само в Мексико, но и в държави като САЩ, Полша, Испания, Португалия, Германия, Перу, Сенегал, Китай, Гърция, Турция, Кипър, Филипините, Бразилия и са продавани общо в над 180 страни.
Всичко това започва да се променя, когато през 1995 година се мести от Fonovisa в EMI Latin и издава успешния албум „En Extasis“, който съдържа нейния първи голям хит „Piel Morena“, Видеография (от 1995 година насам).
През 1997 година Atlantic Records издава саундтрака към анимационния филм „Анастасия“, в изпълнение на Талиа на три езика – португалски, английски и испански. Също така през тази година пътува за Филипините, където има голям концерт и запълва „Araneta Coliseum“ с около 15 000 души. Издава албум само за Филипините – „Nandito Ako“. Това е името и на пилотния сингъл, който също става хит.
През 1998 година Емилио Естефан продуцира следващия ѝ албум – „Amor A La Mexicana“, който има международен успех и става нейният най-добър албум дотогава. Съдържа хитове като „Amor A La Mexicana“, „Por Amor“ и „Mujer Latina“.
През 2000 година Талия участва в единствения ѝ филм – „Mambo Cafe“. На 2 декември същата година се омъжва за Томи Мотола – бивш президент на Сони Мюзик и бивш съпруг на Марая Кери. Церемонията е за над 3 милиона долара и се състои в катедралата „Св. Патрик“. Понастоящем Талиа и Томи живеят в Ню Йорк. През 2000 година Та издава и следващият си албум – „Arrasando“, който също е продуциран от Емилио Естефан и отново е успешен с хитове като „Arrasando / It's My Party“, „Entre El Mar Y Una Estrella“, „Regresa a Mi“ и „Reencarnacion“. За него получава 2 номинации за Латино Грами – „Best Female Pop Artist of the Year“ и „Best Sound Engineered album“, като печели втората.
На 28 август 2001 година издава албума „Con Banda Grandes Exitos“ – един „Greatest Hits“ албум, но записан в типичното мексиканско звучене на оркестъра.
През 2002 година следващия албум – „Thalia“(Ty y Yo) е главно продуциран от Естефано – хитмейкърът, който е работил с Паулина Рубио. Освен че хитовете „No Me Ensenaste“ и „Tu Y Yo“ оглавяват класацията на Билборд за латино хитове, а хитът „A Quien Le Importa“ влиза в Топ 10, този албум се задържа 6 седмици на върха на класацията на Билборд за латино албуми и достига 11 позиция в класацията за Световните Топ 200 албуми на Билборд, което е върховно постижение за испано-говорещ певец. Този албум е номиниран в една Латино Грами номинация – „Female Pop Vocal Album“, и има 4 номинации за Наградите на Билборд за латиномузика – „Pop Track Female“ (No Me Ensenaste), „Tropical Track Female“ (No Me Ensenaste), „Premio de la Audiencia“ and „Pop Female Album“. Талиа печели последните две. Смята се, че No Me Ensenaste е най-големият хит на Талия – с най-много номинации и награди и две оглавени класации в Билборд.
През 2003 година Талия издава първия си англоезичен албум, отново наречен „Thalia“. В него участва и рапърът Fat Joe – „I Want You/Me Pones Sexy“. Въпреки големите очаквания за международен успех, от този албум са продадени 150 000 копия през първата седмица на излизането му в САЩ, но въвежда Талия в Японския пазар – 200 000 продадени копия и това я прави огромна знаменитост. Тогава тя пуска и своя модна линия, заедно с K-Mart, наречена „Thalia Sodi Collection“. С огромен успех нейната линия нараства от 300 магазина на 1500 магазина. Печели и International Dance Music Award за нейния клуб – хит „Dance Dance (The Mexican)“ с Марк Антъни.
През 2004 година подписва договор с шоколадовата компания „Hershey's“. Участва в рекламите и има свой клон за продуктите на Hershey's, наречен La Dulceria Thalia. Тогава издава албума си „Greatest Hits“ и през април и май тръгва на турне в САЩ и Мексико.
На 19 юли 2005 година издава следващ албум – „El Sexto Sentido“, записан главно на испански език, но съдържащ и 3 песни на английски. Той не постигна желаният успех все пак, най-вече поради липса на достатъчна промоция. Най-голям хит става „Amar Sin Ser Amada“ и английската версия – „You Know He Never Loved You“. От този албум са продадени над 85 000 копия – само за първата седмица в Мексико.
През лятото на 2005 година договорът за милиони долари на Талия с Телевиса е приключен заради нежеланието ѝ да участва в теленовели. Договорът бил за 3 теленовели, но само една била създадена – „Росалинда“. На Талия се плащало по 75 000 долара на месец според договора.
През 2006 година получава официално американско гражданство на специална церемония в Ню Йорк и става „кръстницата“ на „Cantando Por Un Sueno“ – мексиканско реалити ТВ шоу. Още веднъж доказва, че е любимката на всички и „Cantando Por Un Sueno“ е гледано от 45% от цялата мексиканска публика в деня на премиерата си. Записва и песента към шоуто, като я включва в последния си албум – „El Sexto Sentido Re+Loaded“ – преиздадена версия на „El Sexto Sentido“, която съдържа 4 нови композиции, едната от които дует с Ромео от групата „Авентура“. Талиа беше номинирана за наградата на Билборд „Pop Female Album“, получи 8 номинации за наградите „Premios Juventud“ (Младежките награди), получи 4 номинации за наградите „Orgullosamente Latino“ (като спечели една – за песен на годината с „Amar Sin Ser Amada“), получи номинация за наградите „Oye“ и „Latin GRAMMY“.
През 2007 година получава две номинации за наградите „Lo Nuestro“ (като спечели в категория „Най-добра поп песен на годината“ с „No No No“), една за наградите „Billboard Latin Music Awards“ и 7 номинации за наградите „Premios Juventud“.
През март 2007 година подписва договор с най-известното радио в Америка – ABC за 5 милиона долара, според който тя вече има собствено радиопредаване. Предаването се казва „Conexion Thalia“, излъчва се всяка събота и има продължителност два часа. В него Талиа и някои нейни помощници разговарят с известни личности: за мода, за музика, за битови проблеми и много други интересни теми. В предаването вече са участвали звезди като Рики Мартин, Шакира, Глория Естефан, много известната там латино група „RBD“ и други.
През август 2007 година пуска първата си книга – „Belleza“. На 7 октомври 2007 година ражда първото си дете – дъщеря си Сабрина.
На 24 март 2008 година отпразнува една година от старта на нейното радио предаване – „Conexion Thalia“. Завръща се на музикалната сцена с нов албум, носещ заглавието „Lunada“, който излиза на 24 юни същата година. Първият сингъл от него – „Ten Paciencia“, излиза на 12 май. Талиа отбелязва завръщането си на „Младежките награди“ (Premios Juventud) през юли 2008 година, където печели специалната награда – Diva. През септември 2008 година печели и наградата „Orgullosamente Latino“ в категорията за латино-кариера (номинираните в тази категория трябва да имат над 20-годишна кариера). Също така пуска и нови продукти на пазара в Мексико и САЩ, носещи нейната марка – цяла колекция гримове. Разпространяват се от компанията „Fuller Cosmetics“ – същата, която произвежда и нейния парфюм „Thalia Sodi“.

## Дискография

### Албуми
- Thalía (1990) (Fonovisa, 1990)
- Mundo de Cristal (Fonovisa, 1991)
- Love (Fonovisa, 1992)
- En Extasis (EMI, 1995)
- Nandito Ako (EMI, 1997)
- Amor a la Mexicana (EMI, 1997)
- Arrasando (EMI, 2000)
- Thalia con banda Grandes Exitos (EMI, 2001)
- Thalia (2002) (EMI, 2002)
- Thalia's Hits Remixed (EMI, 2003)
- Thalia (2003) (EMI/Virgin Records, 2003)
- Greatest Hits (EMI, 2004)
- El sexto sentido (EMI, 2005)
- El sexto sentido "Re-Loaded" (EMI, 2006)
- Lunada (EMI, 2008)
- Primera Fila (Sony Music | Latin 2009)
- Habitame siempre (Sony Music | Latin 2012)
- Amore Mio (Sony Music | Latin 2014)

### Видеография
1990 – 2008
- Un Pacto Entre Los Dos („Thalia“ – 1990)
- Saliva („Thalia“ – 1990)
- En La Intimidad / En La Intimidad – Bikini Version („Mundo De Cristal“ – 1991)
- Fuego Cruzado („Mundo De Cristal“ – 1991)
- Sudor – Bikini Version („Mundo De Cristal“ – 1991)
- Sangre („Love“ – 1992)
- La Vida En Rosa („Love“ – 1992)
- Love („Love“ – 1992)
- El Dia De Amor („Love“ – 1992)
- Flor De Juventud („Love“ – 1992)
- El Bronceador / El Bronceador – Bikini Version („Love“ – 1992)
- No Trates De Enganarme („Love“ – 1992)
- Dejame Escapar („Love“ – 1992)
- Maria Mercedes („Love“ – 1992)
- Marimar 1993
- Piel morena („En Extasis“ – 1995)
- Amándote („En Extasis“ – 1995)
- Gracias a Dios („En Extasis“ – 1995)
- Nandito Ako („Nandito Ako“ – 1997)
- Por amor („Amor A La Mexicana“ – 1997)
- Mujer Latina / Mujer Latina – European Verison („Amor A La Mexicana“ – 1997)
- Amor a la mexicana / Amor A La Mexicana – Remix („Amor A La Mexicana“ – 1997)
- Viaje Tiempo Atras / Viagem Ao Passado – Soundtracks to „Anastasia“
- Entre el mar y una estrella („Arrasando“ – 2000)
- Regresa a mí („Arrasando“ – 2000)
- Arrasando / It's My Party („Arrasando“ – 2001)
- Reencarnación („Arrasando“ – 2001)
- Amor A La Mexicana – Banda Version („Thalia Con Banda Grandes Exitos“ – 2001)
- Tú y yo („Thalia“ – 2002)
- No me enseñaste („Thalia“ – 2002)
- ¿A quién le importa? („Thalia“ – 2003)
- I Want You / Me Pones Sexy („Thalia“ – English – 2003)
- Baby, I’m in Love / Alguien Real („Thalia“ – English – 2003)
- Cerca de ti („Greatest Hits“ – 2004)
- Acción y reacción („Greatest Hits“ – 2004)
- Amar sin ser amada / You Know He Never Loved You („El Sexto Sentido“ – 2005)
- Un alma sentenciada („El Sexto Sentido“ – 2005)
- Seducción („El Sexto Sentido“ – 2006)
- Cantando por un sueño („El Sexto Sentido Re+Loaded“ – 2006)
- Olvídame („El Sexto Sentido Re+Loaded“ – 2006)
- No, no, no („El Sexto Sentido Re+Loaded“ – 2006)
- Ten Paciencia („Lunada“ – 2008)
- Equivocada („Primera Fila“ – 2009)
- Qué será de ti („Primera Fila“ – 2010)
- Estoy enamorada („Primera Fila“ – 2010)

### DVD
- Greatest Hits (EMI, 2004)
- Grandes éxitos (Fonovisa/Univision, 2004)
- El sexto sentido – CD + DVD (EMI, 2005)

## Филмография

### Теленовели
| Теленовели  | Теленовели                 | Теленовели                                | Теленовели                                             | Теленовели | Теленовели |
| Година      | Теленовела                 | Режисьор(и)                               | Роля                                                   | Бележки |            |
| ----------- | -------------------------- | ----------------------------------------- | ------------------------------------------------------ | --- | ---------- |
| 1986        | Бедната госпожица Лимантур | Педро Дамян                               | Дина                                                   | |            |
| 1987        | Петнадесетгодишна          | Педро Дамян Моника Мигел                  | Беатрис Вилянуева Контрерас                            | - Награда TVyNovelas за най-добро женско откритие - Награда Laurel de oro: дебют на актриса - Награда Estrella de plata: дебют на актриса                     |            |
| 1989        | Светлина и сянка           | Гонсало Мартинес Ортега Хосе Акоста Навас | Алма Суарес                                            | Първата главна роля на Талия |            |
| 1992        | Мария Мерседес             | Беатрис Шеридан                           | Мария Мерседес „Мече“ Муньос де Дел Олмо               | - Награда TVyNovelas за най-добра млада актриса - Награда ACE (Аржентина) за най-добра актриса - Награда El Heraldo de México за най-добро женско откритие    |            |
| 1994        | Маримар                    | Беатрис Шеридан                           | Мария дел Мар „Маримар“ Алдама Перес / Бея Алдама      | - Награда TVyNovelas за теленовела с най-висок рейтинг - Награда ACE за най-добра актриса - Номинация – Награда TVyNovelas за най-добра актриса в главна роля |            |
| 1995 – 1996 | Мария от квартала          | Беатрис Шеридан                           | Мария „Мария от квартала“ Ернандес де Де ла Вега       | - Награда TVyNovelas за теленовела с най-висок рейтинг |            |
| 1999        | Росалинда                  | Беатрис Шеридан                           | Росалинда Дел Кастильо де Алтамирано / Палома Дорантес | - Номинация – Награда Viva de Israel за най-добра актриса в теленовела                                                                                        |            |

### Кино
| Кино   | Кино                           | Кино                             | Кино               | Кино                                      |
| Година | Филм                           | Режисьор                         | Роля               | Бележки                                   |
| ------ | ------------------------------ | -------------------------------- | ------------------ | ----------------------------------------- |
| 1976   | La guerra de los pasteles      | Рене Кардона                     | Момичето от салона | Не е кредитирана                          |
| 1997   | Принцеса Анастасия             | Карлос Понтон (на дублажа)       | Анастасия (вокали) | Латиноамерикански дублаж                  |
| 1998   | Ever After: A Cinderella Story | Анди Тенант                      | Изпълнител         | Песен: Es tu amor                         |
| 1998   | Baila conmigo                  | Ранда Хейнес                     | Изпълнител         | Песен: Echa pa lante                      |
| 1998   | Mambo Café                     | Рубен Гонсалес                   | Нидия              | Първата и единствена главна роля в киното |
| 2015   | Миньоните                      | Рикардо Техедо Кота (на дублажа) | Скарлет Оувъркил   | Латиноамерикански дублаж                  |

## Фен Клуб
MDC (Mundo De Cristal) е първият и единствен официално признат от Талиа международен неин фен клуб. Той бил основан първоначално в Мексико от Соня Ернандес, която и до днес е негов президент. Първоначално в клуба се включили само нейни близки и приятели, но с времето той се разраснал значително. „MDC Thalia“ има клонове на 4 континента. Клон на MDC има в Мексико (няколко), САЩ (няколко), Аржентина, Колумбия, Германия, Англия, Испания, Унгария, Румъния, Гърция, Турция, Ливан, Перу, Уругвай, Бразилия и други. От Април, 2008 година и България е част от международния фен клуб на Талия.

## Позиции в класациите на Billboard

### Албуми
| Година | Албум                     | Постигната позиция | Постигната позиция | Постигната позиция | Постигната позиция | Постигната позиция | Постигната позиция |
| Година | Албум                     | LP                 | TLA                | 200                | HS                 | RM                 | TEA                |
| ------ | ------------------------- | ------------------ | ------------------ | ------------------ | ------------------ | ------------------ | ------------------ |
| 1992   | Love                      | 15                 | -                  | -                  | -                  | -                  | -                  |
| 1995   | En éxtasis                | 7                  | 13                 | -                  | -                  | -                  | -                  |
| 1997   | Amor a la mexicana        | 2                  | 6                  | -                  | -                  | -                  | -                  |
| 2000   | Arrasando                 | 1                  | 4                  | -                  | 26                 | -                  | -                  |
| 2001   | Con banda, grandes éxitos | -                  | 2                  | 167                | 7                  | 2                  | -                  |
| 2002   | Thalía                    | 1                  | 1                  | 122                | 4                  | -                  | -                  |
| 2003   | Hits Remixed              | 4                  | 7                  | -                  | 26                 | -                  | 4                  |
| 2003   | Thalía (inglés)           |                    | -                  | 11                 | -                  | -                  | -                  |
| 2004   | Greatest hits             | 1                  | 2                  | 128                | -                  | -                  | -                  |
| 2005   | El sexto sentido          | 2                  | 3                  | 63                 | -                  | -                  | -                  |

### Сингли
| 2000                            | „Entre El Mar Y Una Estrella“          |    | 1  | 1 | - | 1  |
| 2000                            | „Arrasando“                            |    | 45 | 1 | - | 12 |
| 2002                            | „Tú y Yo“                              |    | 1  | 1 | 3 | 1  |
| 2002                            | „No Me Enseñaste“                      |    | 1  | 1 | 1 | 1  |
| 2003                            | „¿A Quién Le Importa?“                 |    | 9  | 1 | 7 | 1  |
| 2003                            | „I Want You/Me Pones Sexy“             | 22 | 9  | 1 | 3 | 1  |
| 2004                            | „Cerca de Ti/Closer To You“            |    | 1  | 1 | 4 |    |
| 2005                            | „Amar Sin Ser Amada“                   |    | 2  |   | 8 | 1  |
| 2006                            | „No, No, No“ (с участието на Aventura) |    | 4  | 4 | 5 | -  |
| Общо хитове, стигнали 1 позиция | Общо хитове, стигнали 1 позиция        |    | 4  | 7 | 1 | 6  |